# 小行星列表/116301-116400
| 名稱         | 臨時編號   | 發現日期       | 發現地點 | 發現者                 |
| ------------ | ---------- | -------------- | -------- | ---------------------- |
| 小行星116301 | 2003 YZ60  | 2003年12月19日 | 索科罗   | 林肯近地小行星研究小组 |
| 小行星116302 | 2003 YH61  | 2003年12月19日 | 索科罗   | 林肯近地小行星研究小组 |
| 小行星116303 | 2003 YK61  | 2003年12月19日 | 索科罗   | 林肯近地小行星研究小组 |
| 小行星116304 | 2003 YV61  | 2003年12月19日 | 索科罗   | 林肯近地小行星研究小组 |
| 小行星116305 | 2003 YL62  | 2003年12月19日 | 索科罗   | 林肯近地小行星研究小组 |
| 小行星116306 | 2003 YQ62  | 2003年12月19日 | 索科罗   | 林肯近地小行星研究小组 |
| 小行星116307 | 2003 YX62  | 2003年12月19日 | 索科罗   | 林肯近地小行星研究小组 |
| 小行星116308 | 2003 YR63  | 2003年12月19日 | 索科罗   | 林肯近地小行星研究小组 |
| 小行星116309 | 2003 YF64  | 2003年12月19日 | 索科罗   | 林肯近地小行星研究小组 |
| 小行星116310 | 2003 YA65  | 2003年12月19日 | 索科罗   | 林肯近地小行星研究小组 |
| 小行星116311 | 2003 YQ65  | 2003年12月19日 | 索科罗   | 林肯近地小行星研究小组 |
| 小行星116312 | 2003 YS65  | 2003年12月19日 | 索科罗   | 林肯近地小行星研究小组 |
| 小行星116313 | 2003 YT65  | 2003年12月19日 | 海勒卡拉 | 近地小行星追踪         |
| 小行星116314 | 2003 YA66  | 2003年12月20日 | 索科罗   | 林肯近地小行星研究小组 |
| 小行星116315 | 2003 YE66  | 2003年12月20日 | 索科罗   | 林肯近地小行星研究小组 |
| 小行星116316 | 2003 YJ68  | 2003年12月19日 | 索科罗   | 林肯近地小行星研究小组 |
| 小行星116317 | 2003 YZ68  | 2003年12月20日 | 索科罗   | 林肯近地小行星研究小组 |
| 小行星116318 | 2003 YB69  | 2003年12月20日 | 索科罗   | 林肯近地小行星研究小组 |
| 小行星116319 | 2003 YF69  | 2003年12月20日 | 索科罗   | 林肯近地小行星研究小组 |
| 小行星116320 | 2003 YW69  | 2003年12月21日 | 索科罗   | 林肯近地小行星研究小组 |
| 小行星116321 | 2003 YB70  | 2003年12月21日 | 索科罗   | 林肯近地小行星研究小组 |
| 小行星116322 | 2003 YJ72  | 2003年12月18日 | 索科罗   | 林肯近地小行星研究小组 |
| 小行星116323 | 2003 YP72  | 2003年12月18日 | 索科罗   | 林肯近地小行星研究小组 |
| 小行星116324 | 2003 YT72  | 2003年12月18日 | 索科罗   | 林肯近地小行星研究小组 |
| 小行星116325 | 2003 YV72  | 2003年12月18日 | 索科罗   | 林肯近地小行星研究小组 |
| 小行星116326 | 2003 YH73  | 2003年12月18日 | 索科罗   | 林肯近地小行星研究小组 |
| 小行星116327 | 2003 YJ73  | 2003年12月18日 | 索科罗   | 林肯近地小行星研究小组 |
| 小行星116328 | 2003 YL73  | 2003年12月18日 | 索科罗   | 林肯近地小行星研究小组 |
| 小行星116329 | 2003 YZ73  | 2003年12月18日 | 索科罗   | 林肯近地小行星研究小组 |
| 小行星116330 | 2003 YN74  | 2003年12月18日 | 索科罗   | 林肯近地小行星研究小组 |
| 小行星116331 | 2003 YS74  | 2003年12月18日 | 索科罗   | 林肯近地小行星研究小组 |
| 小行星116332 | 2003 YC75  | 2003年12月18日 | 索科罗   | 林肯近地小行星研究小组 |
| 小行星116333 | 2003 YC76  | 2003年12月18日 | 索科罗   | 林肯近地小行星研究小组 |
| 小行星116334 | 2003 YP76  | 2003年12月18日 | 索科罗   | 林肯近地小行星研究小组 |
| 小行星116335 | 2003 YA77  | 2003年12月18日 | 索科罗   | 林肯近地小行星研究小组 |
| 小行星116336 | 2003 YB77  | 2003年12月18日 | 索科罗   | 林肯近地小行星研究小组 |
| 小行星116337 | 2003 YF77  | 2003年12月18日 | 索科罗   | 林肯近地小行星研究小组 |
| 小行星116338 | 2003 YH78  | 2003年12月18日 | 索科罗   | 林肯近地小行星研究小组 |
| 小行星116339 | 2003 YZ78  | 2003年12月18日 | 索科罗   | 林肯近地小行星研究小组 |
| 小行星116340 | 2003 YC81  | 2003年12月18日 | 索科罗   | 林肯近地小行星研究小组 |
| 小行星116341 | 2003 YF81  | 2003年12月18日 | 索科罗   | 林肯近地小行星研究小组 |
| 小行星116342 | 2003 YH81  | 2003年12月18日 | 索科罗   | 林肯近地小行星研究小组 |
| 小行星116343 | 2003 YY83  | 2003年12月19日 | 索科罗   | 林肯近地小行星研究小组 |
| 小行星116344 | 2003 YB84  | 2003年12月19日 | 索科罗   | 林肯近地小行星研究小组 |
| 小行星116345 | 2003 YJ84  | 2003年12月19日 | 索科罗   | 林肯近地小行星研究小组 |
| 小行星116346 | 2003 YP84  | 2003年12月19日 | 索科罗   | 林肯近地小行星研究小组 |
| 小行星116347 | 2003 YQ86  | 2003年12月19日 | 索科罗   | 林肯近地小行星研究小组 |
| 小行星116348 | 2003 YF89  | 2003年12月19日 | 索科罗   | 林肯近地小行星研究小组 |
| 小行星116349 | 2003 YM89  | 2003年12月19日 | 索科罗   | 林肯近地小行星研究小组 |
| 小行星116350 | 2003 YU89  | 2003年12月19日 | 基特峰   | 太空监视               |
| 小行星116351 | 2003 YW89  | 2003年12月19日 | 基特峰   | 太空监视               |
| 小行星116352 | 2003 YZ90  | 2003年12月20日 | 索科罗   | 林肯近地小行星研究小组 |
| 小行星116353 | 2003 YC91  | 2003年12月20日 | 索科罗   | 林肯近地小行星研究小组 |
| 小行星116354 | 2003 YL91  | 2003年12月20日 | 索科罗   | 林肯近地小行星研究小组 |
| 小行星116355 | 2003 YT91  | 2003年12月20日 | 海勒卡拉 | 近地小行星追踪         |
| 小行星116356 | 2003 YV91  | 2003年12月21日 | 卡特林那 | 卡特林那巡天系统       |
| 小行星116357 | 2003 YH92  | 2003年12月21日 | 卡特林那 | 卡特林那巡天系统       |
| 小行星116358 | 2003 YB94  | 2003年12月21日 | 基特峰   | 太空监视               |
| 小行星116359 | 2003 YX94  | 2003年12月19日 | 索科罗   | 林肯近地小行星研究小组 |
| 小行星116360 | 2003 YN95  | 2003年12月19日 | 索科罗   | 林肯近地小行星研究小组 |
| 小行星116361 | 2003 YZ95  | 2003年12月19日 | 索科罗   | 林肯近地小行星研究小组 |
| 小行星116362 | 2003 YZ96  | 2003年12月19日 | 索科罗   | 林肯近地小行星研究小组 |
| 小行星116363 | 2003 YN100 | 2003年12月19日 | 索科罗   | 林肯近地小行星研究小组 |
| 小行星116364 | 2003 YQ101 | 2003年12月19日 | 索科罗   | 林肯近地小行星研究小组 |
| 小行星116365 | 2003 YU101 | 2003年12月19日 | 索科罗   | 林肯近地小行星研究小组 |
| 小行星116366 | 2003 YG102 | 2003年12月19日 | 索科罗   | 林肯近地小行星研究小组 |
| 小行星116367 | 2003 YZ102 | 2003年12月19日 | 索科罗   | 林肯近地小行星研究小组 |
| 小行星116368 | 2003 YS104 | 2003年12月21日 | 索科罗   | 林肯近地小行星研究小组 |
| 小行星116369 | 2003 YS106 | 2003年12月22日 | 索科罗   | 林肯近地小行星研究小组 |
| 小行星116370 | 2003 YY106 | 2003年12月22日 | 索科罗   | 林肯近地小行星研究小组 |
| 小行星116371 | 2003 YG107 | 2003年12月22日 | 基特峰   | 太空监视               |
| 小行星116372 | 2003 YJ108 | 2003年12月21日 | 卡特林那 | 卡特林那巡天系统       |
| 小行星116373 | 2003 YK108 | 2003年12月21日 | 卡特林那 | 卡特林那巡天系统       |
| 小行星116374 | 2003 YA110 | 2003年12月23日 | 索科罗   | 林肯近地小行星研究小组 |
| 小行星116375 | 2003 YU111 | 2003年12月23日 | 索科罗   | 林肯近地小行星研究小组 |
| 小行星116376 | 2003 YF113 | 2003年12月23日 | 索科罗   | 林肯近地小行星研究小组 |
| 小行星116377 | 2003 YL113 | 2003年12月23日 | 索科罗   | 林肯近地小行星研究小组 |
| 小行星116378 | 2003 YJ114 | 2003年12月25日 | 基特峰   | 太空监视               |
| 小行星116379 | 2003 YB115 | 2003年12月27日 | 基特峰   | 太空监视               |
| 小行星116380 | 2003 YU116 | 2003年12月27日 | 索科罗   | 林肯近地小行星研究小组 |
| 小行星116381 | 2003 YV116 | 2003年12月27日 | 索科罗   | 林肯近地小行星研究小组 |
| 小行星116382 | 2003 YF121 | 2003年12月27日 | 索科罗   | 林肯近地小行星研究小组 |
| 小行星116383 | 2003 YG123 | 2003年12月27日 | 索科罗   | 林肯近地小行星研究小组 |
| 小行星116384 | 2003 YQ123 | 2003年12月28日 | 基特峰   | 太空监视               |
| 小行星116385 | 2003 YE124 | 2003年12月28日 | 索科罗   | 林肯近地小行星研究小组 |
| 小行星116386 | 2003 YZ125 | 2003年12月27日 | 基特峰   | 太空监视               |
| 小行星116387 | 2003 YM126 | 2003年12月27日 | 索科罗   | 林肯近地小行星研究小组 |
| 小行星116388 | 2003 YQ126 | 2003年12月27日 | 索科罗   | 林肯近地小行星研究小组 |
| 小行星116389 | 2003 YO127 | 2003年12月27日 | 索科罗   | 林肯近地小行星研究小组 |
| 小行星116390 | 2003 YU127 | 2003年12月27日 | 索科罗   | 林肯近地小行星研究小组 |
| 小行星116391 | 2003 YF128 | 2003年12月27日 | 索科罗   | 林肯近地小行星研究小组 |
| 小行星116392 | 2003 YZ128 | 2003年12月27日 | 索科罗   | 林肯近地小行星研究小组 |
| 小行星116393 | 2003 YF129 | 2003年12月27日 | 索科罗   | 林肯近地小行星研究小组 |
| 小行星116394 | 2003 YR129 | 2003年12月27日 | 索科罗   | 林肯近地小行星研究小组 |
| 小行星116395 | 2003 YC130 | 2003年12月27日 | 索科罗   | 林肯近地小行星研究小组 |
| 小行星116396 | 2003 YJ132 | 2003年12月28日 | 索科罗   | 林肯近地小行星研究小组 |
| 小行星116397 | 2003 YS132 | 2003年12月28日 | 索科罗   | 林肯近地小行星研究小组 |
| 小行星116398 | 2003 YX132 | 2003年12月28日 | 索科罗   | 林肯近地小行星研究小组 |
| 小行星116399 | 2003 YV133 | 2003年12月28日 | 索科罗   | 林肯近地小行星研究小组 |
| 小行星116400 | 2003 YY133 | 2003年12月28日 | 索科罗   | 林肯近地小行星研究小组 |